# QFN

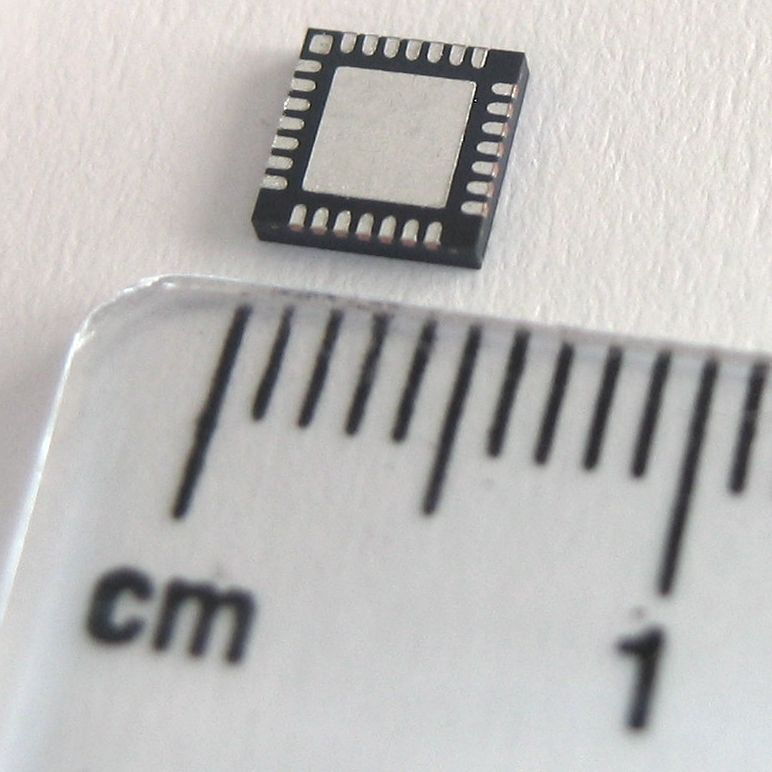
Пример корпуса с 28 выводами.

QFN (от англ. Quad Flat No-leads package) — семейство корпусов микросхем, имеющих планарные выводы, расположенные непосредственно под микросхемой по всем четырём сторонам. Корпус имеет квадратную форму, размер которых определяется количеством выводов. 
Микросхемы в таких корпусах предназначены только для поверхностного монтажа; установка в разъём или монтаж в отверстия штатно не предусмотрен, хотя переходные коммутационные устройства существуют.
Шаг между выводами: 1.0, 0.8, 0.65, 0.5, 0.4, 0,35 мм.
По центру микросхемы иногда имеется площадка для припаивания к печатной плате, с целью теплоотвода и дополнительного контакта с землей.
Во время выполнения нагрева QFN корпусов при их монтаже, несмотря на отсутствие расслаивания, может происходить значительная деформация корпуса микросхемы. Из-за этого возможен отрыв припоя от контактных площадок. Для борьбы с таким явлением рекомендуется обращаться с микросхемами как с чувствительными к влажности уровня MSL 3 и более.